# 岐阜赤十字病院
岐阜赤十字病院（ぎふせきじゅうじびょういん）は、岐阜県岐阜市にある医療機関である。日本赤十字社岐阜県支部が設置する病院である。重症病床を（ICU 10床）を備え、日本医療機能評価機構認定病院、臨床研修指定病院、地域医療支援病院の告示を岐阜県知事より告示されている。

## 概要
災害医療に関して、岐阜赤十字病院は岐阜医療圏における地域災害医療センターに指定されており、DMATの編成や岐阜県で唯一の陰圧式NBC災害除染セットの配備などが大規模災害に対応するための設備・体制が整えられている。
また能登半島地震や新潟県中越地震など、近隣を中心に他県の災害救護活動への派遣が行われることも多くなっている。その他に、国際赤十字の構成員として救援要員の海外派遣実績を重ねている。

## 沿革
- 1923年（大正12年） - 日本赤十字社岐阜支部常設救護所として開業する。
- 1927年（昭和2年） -  日本赤十字社岐阜支部岐阜診療所に改称。
- 1949年（昭和24年） - 岐阜赤十字病院と改称する。
- 1962年（昭和37年） - 現在の場所に移転する。
- 2006年（平成18年） - 西棟を新築、増床する。
- 2007年（平成19年） - 第一種感染症指定医療機関に指定。
- 2007年（平成19年） - 東館の改修工事終了。

## 診療科

### 標榜診療科
- 内科
- 消化器内科
- 循環器内科
- 呼吸器内科
- 糖尿病・内分泌内科
- 血液内科
- 感染症内科
- 脳神経内科
- リウマチ科
- 外科
- 大腸・肛門外科
- 内分泌外科
- 整形外科
- 脳神経外科
- 泌尿器科
- 小児科
- 産婦人科
- 皮膚科
- 眼科
- 耳鼻咽喉科
- 精神科
- 内視鏡内科
- 病理診断科
- 麻酔科
- 放射線科
- リハビリテーション科

### 専門外来
- 禁煙外来
- ピロリ菌外来
- 大腸肛門外来
- 児童精神外来
- ウロギネ外来

### 診療協働部門
- 看護部
- 薬剤部
- 検査部
- 病理部
- 栄養課
- 糖尿病療養支援チーム

### 付帯施設
- 地域医療連携センター

## 医療機関の指定等
- 岐阜県救急医療施設告示病院
- 岐阜県地域災害医療センター
- 地域医療支援病院
- 地域災害拠点病院
- 第一種感染症指定医療機関[1]
- 第二種感染症指定医療機関[2]
- 岐阜市病院群輪番制指定病院（二次救急）
- 被爆者一般疾病医療機関
- 労災保険二次健診等給付医療機関
- 医療保険指定医療機関
- 身体障害者福祉法指定医療機関
- 結核指定医療機関
- 生活保護法指定医療機関
- 難病指定医療機関
- 岐阜DMAT指定医療機関
- 災害対策基本法指定機関
- 日本赤十字社後期内科臨床研修認定
- 厚生労働省臨床研修病院指定

## 交通アクセス
最寄りのバス停
- 岐阜バス：加納南線 「岐阜赤十字病院前」バス停から、徒歩で約5分。
- 岐阜バス市内ループ線、岐阜大学・病院線ほか「忠節橋」バス停から、徒歩で約12分。「忠節」バス停から、徒歩で約15分。
- 岐阜市コミュニティバス・にっこりバス：「岐阜赤十字病院」バス停から、徒歩ですぐ（正面玄関前ロータリーに停車）。

JR岐阜駅からのアクセス
- JR岐阜駅バスターミナル（岐阜駅北口） から、11‐17分程度。
  - 10番のりば発：加納南線［K35］南柿ヶ瀬行きで、「岐阜赤十字病院前」バス停下車。
  - 10番のりば発：加納島線［K18］旦の島行きで、「忠節橋」バス停下車。
  - 8番のりば発：忠節長良線［C31］おぶさ行き、［C33］長良川国際会議場前行きで、「忠節橋」バス停下車。
  - 8番のりば発：大野忠節線［C34］北方バスターミナル行き、［C35］リバーサイドモール行き、［C39］大野バスセンター行き、モレラ忠節線［C36］モレラ岐阜行き、西郷線［C38］西郷行きで、「忠節橋」バス停下車（新快速は、「忠節」バス停下車）。
  - 8番のりば発：黒野線［C44］・［C47］本巣市役所行き、［C45］御望野行き、［C46］西秋沢行き、［C48］宝珠ハイツ行きで、「忠節橋」バス停下車（新快速は、「忠節」バス停下車）。
  - 8番のりば発：城田寺団地線［K19］城田寺団地行きで、「忠節橋」バス停下車。
  - 9番のりば発：岐阜大学・病院線［C70］岐阜大学病院行き（直行岐大ライナーおよび清流ライナーを除く）で、「忠節橋」バス停下車。
  - 11番のりば発：市内ループ線右まわりで、「忠節橋」バス停下車。

名鉄岐阜駅からのアクセス
- 名鉄岐阜のりば（名鉄岐阜駅前長良橋通り）から、12‐15分程度。
  - 5番のりば発：加納南線［K35］南柿ヶ瀬行きで、「岐阜赤十字病院前」バス停下車。
  - 5番のりば発：大野忠節線［C34］北方バスターミナル行き、［C35］リバーサイドモール行き、［C39］大野バスセンター行き、モレラ忠節線［C36］モレラ岐阜行き、西郷線［C38］西郷行き、岐阜大学・病院線［C70］岐阜大学病院行きで、「忠節橋」バス停下車（新快速は、「忠節」バス停下車）。
  - 5番のりば発：黒野線［C44］・［C47］本巣市役所行き、［C45］御望野行き、［C46］西秋沢行き、［C48］宝珠ハイツ行きで、「忠節橋」バス停下車（新快速は、「忠節」バス停下車）。
  - 5番のりば発：加納島線［K18］旦の島行きで、「忠節橋」バス停下車。

岐阜バスターミナルからのアクセス
- 岐阜バスターミナル（名鉄岐阜駅南）から約17分。
  - Eのりば発　黒野線［C44］・［C47］本巣市役所行き、［C45］御望野行き、［C46］西秋沢行き、［C48］宝珠ハイツ行きで、「忠節橋」バス停下車（新快速は、「忠節」バス停下車）。